# Coronation Street
Coronation Street est un soap opera britannique créé par Tony Warren et diffusé depuis le 9 décembre 1960 sur le réseau ITV.
En 2024, plus de 11 000 épisodes ont été diffusés.
Le 17 septembre 2010, il est devenu le feuilleton le plus ancien au monde.
À l'exception du Canada, ce feuilleton est inédit dans les pays francophones.

## Synopsis

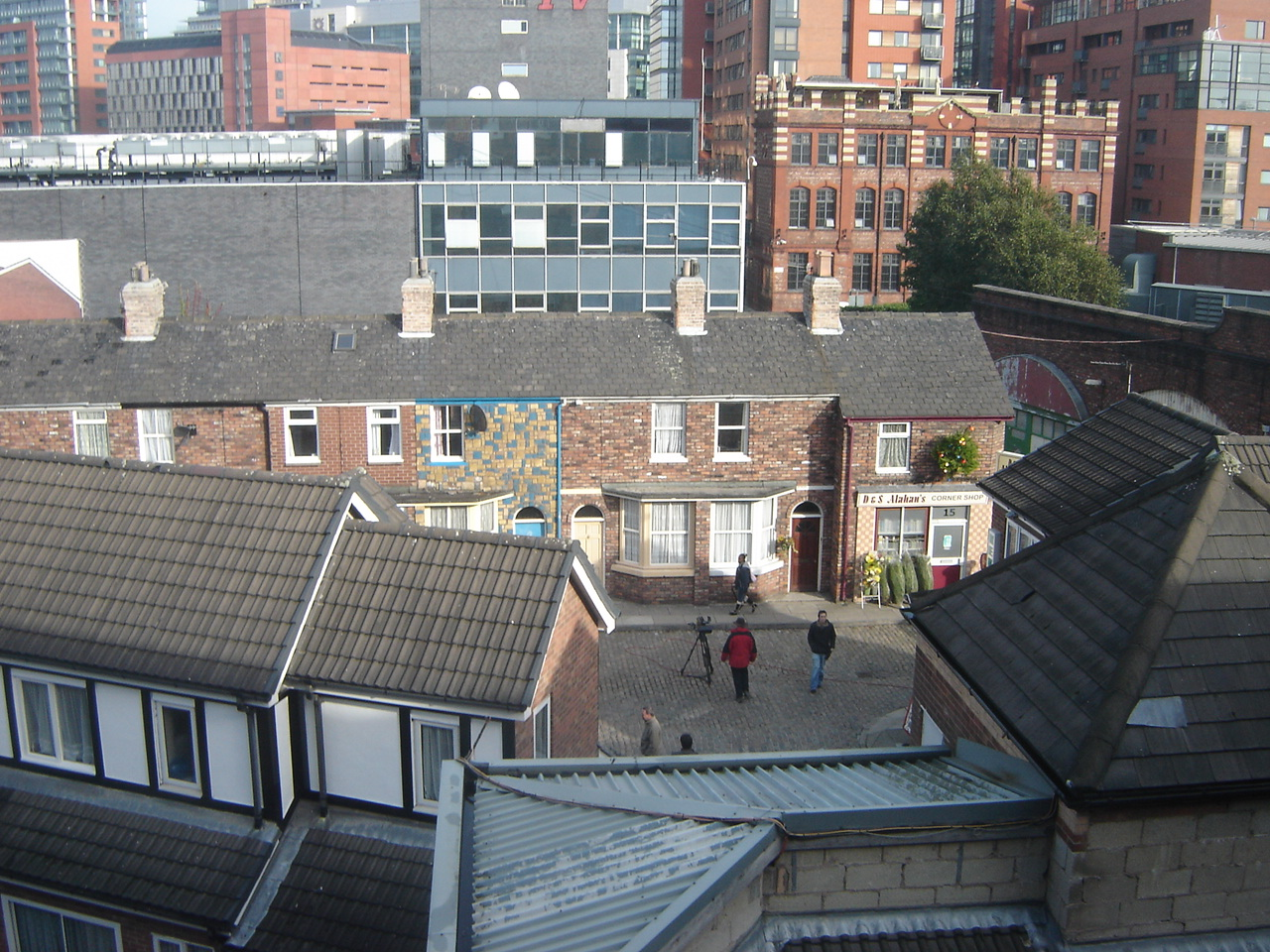
Tournage d'un épisode en 2007.

Ce feuilleton suit la vie des habitants de Coronation Street (rue du Couronnement, en français), rue imaginaire de la ville, également imaginaire, de Weatherfield (dont le modèle est Salford, aujourd'hui dans l'agglomération de Manchester).
Les personnages représentés font généralement partie de la classe ouvrière, et les répliques comme les situations sont souvent empreintes d'un humour très pince-sans-rire.
Le pub (« bar »), The Rovers Return, est considéré comme le plus connu de Grande-Bretagne.
L'acteur William Roache (qui interprète Ken Barlow), est présent depuis le 1er épisode, et figure dans le programme pour une période plus longue que tout autre acteur dans le monde.

## Distribution

### Distribution actuelle
| Acteur                              | Personnage              | Année                                                   |
| ----------------------------------- | ----------------------- | ------------------------------------------------------- |
| William Roache                      | Ken Barlow              | 1960-                                                   |
| Philip Lowrie                       | Dennis Tanner           | 1960-1968, 2011-2014                                    |
| Violet Carson                       | Ena Sharples            | 1960-1980                                               |
| Eileen Derbyshire (en)              | Emily Bishop            | 1961-2016, 2019                                         |
| Jean Alexander                      | Hilda Ogden             | 1964-1987                                               |
| Barbara Knox                        | Rita Sullivan           | 1964, 1972-                                             |
| Chris Gascoyne                      | Peter Barlow            | 1965-1971, 1975, 1977-1979, 1986-1988, 2000-2003, 2007- |
| Julie Goodyear                      | Bet Lynch               | 1966, 1970-1995, 2002-2003                              |
| Betty Driver                        | Betty Williams          | 1969-2011                                               |
| Anne Kirkbride                      | Deirdre Barlow          | 1972-2014                                               |
| Helen Worth                         | Gail Platt              | 1974-                                                   |
| Maggie Jones                        | Blanche Hunt            | 1974-1978, 1981, 1996, 1998- 2010                       |
| Charlotte Jordan                    | Daisy Midgeley          | 2020-                                                   |
| Kate Ford                           | Tracy Barlow            | 1977-1997, 1999, 2002-2007, 2010-                       |
| Sue Nicholls                        | Audrey Roberts          | 1979-                                                   |
| William Tarmey                      | Jack Duckworth          | 1979, 1981-2010                                         |
| Michael Le Vell                     | Kevin Webster           | 1983-                                                   |
| Peter Armitage                      | Bill Webster            | 1984-1985, 1995-1997, 2006-2011                         |
| Sally Whittaker                     | Sally Webster           | 1986-                                                   |
| Tina O’Brien                        | Sarah Platt             | 1987-2007, 2015-                                        |
| Beverley Callard                    | Liz McDonald            | 1989-1998, 2000-2001, 2003-2011, 2013-2020              |
| Simon Gregson                       | Steve McDonald          | 1989-                                                   |
| Helen Flanagan                      | Rosie Webster           | 1990-2012, 2017-                                        |
| Jack P. Shepherd                    | David Platt             | 1990-                                                   |
| Sarah Lancashire                    | Raquel Watts            | 1991-1996, 2000                                         |
| Brooke Vincent                      | Sophie Webster          | 1994-                                                   |
| Malcolm Hebden                      | Norris Cole             | 1994-                                                   |
| David Neilson                       | Roy Cropper             | 1995-                                                   |
| Steven Arnold                       | Ashley Peacock          | 1996-2010                                               |
| Vicky Entwistle                     | Janice Battersby        | 1997-2011                                               |
| Jane Danson                         | Leanne Battersby        | 1997-2000, 2004-                                        |
| Georgia Taylor                      | Toyah Battersby         | 1997-2003, 2016-                                        |
| Julie Hesmondhalgh                  | Hayley Cropper          | 1998-2014                                               |
| Alan Halsall                        | Tyrone Dobbs            | 1998-                                                   |
| Jimmi Harkishin                     | Dev Alahan              | 1999-                                                   |
| Sue Cleaver                         | Eileen Grimshaw         | 2000-                                                   |
| Samia Longchambon                   | Maria Connor            | 2000-                                                   |
| Andrew Whyment                      | Kirk Sutherland         | 2000-                                                   |
| Suranne Jones                       | Karen McDonald          | 2000-2004                                               |
| Ryan Thomas                         | Jason Grimshaw          | 2000-2016                                               |
| Shobna Gulati                       | Sunita Alahan           | 2001-2006, 2009-2013                                    |
| Jennie McAlpine                     | Fiz Brown               | 2001-                                                   |
| Benjamin Beresford                  | Joshua Peacock          | 2002-2011                                               |
| Julia Haworth                       | Clare Peacock           | 2003-2011                                               |
| Alex Bain                           | Simon Barlow            | 2003, 2008-                                             |
| Antony Cotton                       | Sean Tully              | 2003-                                                   |
| Sam Aston                           | Chesney Battersby-Brown | 2003-                                                   |
| Elle Mulvaney                       | Amy Barlow              | 2004-                                                   |
| Tupele Dorgu                        | Kelly Crabtree          | 2004-2010                                               |
| Craig Charles                       | Lloyd Mullaney          | 2005-2015                                               |
| Nikki Patel (en)                    | Amber Kalirai           | 2005-2012                                               |
| Vicky Binns                         | Molly Dobbs             | 2005-2010                                               |
| Katherine Kelly                     | Becky Granger           | 2006-2012                                               |
| Kym Marsh                           | Michelle Connor         | 2006-2019                                               |
| Dylan Whitbread et Hayden Whitbread | Freddie Peacock         | 2006-2011                                               |
| Ryan Prescott                       | Ryan Connor             | 2006-2010, 2012-2013, 2018-                             |
| Alison King                         | Carla Connor            | 2006-                                                   |
| Karen Henthorn                      | Teresa Bryant           | 2007-2010                                               |
| Graeme Hawley                       | John Stape              | 2007-2011                                               |
| Gray O'Brien                        | Tony Gordon             | 2007-2010                                               |
| Michelle Keegan                     | Tina McIntyre           | 2008-2014                                               |
| Craig Gazey                         | Graeme Proctor          | 2008-2011                                               |
| Katy Cavanagh                       | Julie Carp              | 2008-2015                                               |
| Rachel Leskovac                     | Natasha Blakeman        | 2008-2010                                               |
| Michael Byrne                       | Ted Page                | 2008-2010                                               |
| Kate Anthony                        | Pam Hobsworth           | 2008-2012                                               |
| Steve Huison                        | Eddie Windass           | 2008-2011                                               |
| Debbie Rush                         | Anna Windass            | 2008-2018                                               |
| Mikey North                         | Gary Windass            | 2008-                                                   |
| Patti Clare                         | Mary Cole               | 2008-                                                   |
| Sacha Parkinson                     | Sian Powers             | 2009-2011                                               |
| Paula Lane                          | Kylie Platt             | 2010-2016                                               |
| Michelle Collins                    | Stella Price            | 2011-2014                                               |
| Catherine Tyldesley                 | Eva Price               | 2011-2018                                               |
| Stephanie Cole                      | Sylvia Goodwin          | 2011-2013                                               |
| Lisa George                         | Beth Tinker             | 2011-                                                   |
| Sue Johnston                        | Gloria Price            | 2012-2014                                               |
| Amy James-Kelly                     | Maddie Heath            | 2013-2015                                               |

## Diffusion internationale
Le feuilleton est diffusé dans plusieurs pays à l'extérieur du Royaume-Uni.
En Irlande, elle est diffusée sur TV3 Ireland.
Au Canada, la série est diffusée depuis juillet 1966 sur CBC Television, avec environ neuf mois de retard sur la diffusion originale jusqu'à l'automne 2011. Le réseau diffuse cinq épisodes par semaine, à 19 h ordinairement, et les reprend en rafale le dimanche matin. En septembre 2012, elle est diffusée avec seulement 11 jours de retard.
La série est également diffusée en Australie, en Nouvelle-Zélande, en Belgique et aux Émirats arabes unis.
La série est distribuée dans plus de 40 pays différents.
Dans le roman Tim, de Colleen McCullough, dont l'action se situe à Sydney (Australie), la mère du jeune héros Tim Melville est une spectatrice passionnée de la série.

## Distinctions

### Récompenses
- BAFTA 2001 : Prix spécial pour le meilleur soap opera
- BAFTA 2003 : Meilleur soap opera
- BAFTA 2004 : Meilleur soap opera
- BAFTA 2005 : Meilleur soap opera
- British Academy Television Awards 2012 : meilleur feuilleton dramatique
- British Academy Television Awards 2014 : meilleur feuilleton dramatique

### Nominations
- British Academy Television Awards 2010 : meilleur feuilleton dramatique
- British Academy Television Awards 2011 : meilleur feuilleton dramatique
- British Academy Television Awards 2013 : meilleur feuilleton dramatique

## Séries d'inspiration similaire
- Radiophonique : La Famille Duraton
- Télévisée (France) : Plus belle la vie
- Télévisée (États-Unis) : Les Feux de l'Amour

## Commentaires
Coronation Street est le plus ancien soap opera encore en diffusion et toujours suivi par les téléspectateurs britanniques. D'après le livre des records Guinness, il arriverait cependant derrière Haine et Passion (Guiding Light) dans le monde.
La musique du générique écrite par Eric Spear n'a presque pas été changée depuis 1960.
Les principaux concurrents sont Emmerdale sur ITV1 et EastEnders sur BBC1.
Aujourd'hui le feuilleton compte plus de 10 000 épisodes, et diffuse six épisodes par semaine depuis 2017 (deux le lundi, deux le mercredi et deux le vendredi).
Le groupe Queen parodie la série dans son clip vidéo I Want to Break Free.
Un adolescent britannique ayant tué sa mère a expliqué s'être inspiré de la série pour commettre son crime.
En 1987, l'humoriste et acteur français Franck Dubosc joue dans trois épisodes du soap.
Le 7000e épisode a été diffusé le 28 janvier 2009.
Le 10 000e épisode est diffusé le 6 janvier 2020.